# VC Wiesbaden
VC Wiesbaden is een Duitse volleybalclub uit Wiesbaden in Hessen. 
Het in 1977 opgerichte team heeft een eerste damesploeg die actief is in de Deutsche Volleyball-Bundesliga. Het team was Deutscher Vizemeister, vicelandskampioen, in 2010 en was finalist bij de beker, de DVV-Pokal in 2013 en 2018.